# Archambault (Name)
Archambault ist ein Familienname und männlicher Vorname, der besonders im mittelalterlichen Frankreich vergeben wurde. Er war insbesondere der Leitname der Herren von Bourbon, deren Herkunftsort Bourbon-l’Archambault nach ihm benannt wurde.

## Namensträger

### Vorname
- Archambault VII., Herr von Bourbon vor 1120–1171
- Archambault VIII. le Grand, † 1242, Herr von Bourbon, Connétable von Frankreich
- Archambault IX., † 1249, Herr von Bourbon, Graf von Nevers 1228–1249 (uxor nomine), dessen Sohn
- Archambaud I. (Comborn)  († nach 992),  Vizegraf von Comborn und Turenne
- Archambaud I. (Périgord) († 1212), Graf von Périgord
- Archambaud II. (Périgord) († 1239), Graf von Périgord
- Archambaud de Troyes 958–967 Erzbischof von Sens
- Archambault de Sully 981–1008 Erzbischof von Tours
- Archambauld Anatole de Talleyrand-Périgord (1845–1918), schlesischer Großgrundbesitzer, Offizier und Sportfunktionär

### Familienname
- Adelard Archambault, US-amerikanischer Politiker
- David Archambault II, US-amerikanischer Politiker, Schriftsteller und Indianer-Aktivist
- François Archambault (* 1968), kanadischer Dramatiker
- Gilles Archambault (Schriftsteller) (* 1933), kanadischer Schriftsteller und Journalist
- Gilles Archambault (Maler) (* 1947), kanadischer Maler
- Jean-Jacques Archambault (1919–2001), kanadischer Elektrotechniker und Ingenieur
- Joseph-Papin Archambault (1880–1966), kanadischer Jesuit
- Joseph Sergius Archambault (1871–1950), kanadischer Schauspieler, siehe Palmièri
- Lee Archambault (* 1960), US-amerikanischer Astronaut
- Louis Archambault (1915–2003), kanadischer Bildhauer

## Schreibweisen
Der Name wird auch Archambaud geschrieben, in der älteren deutschen Literatur auch Archimbald.